# Džemil Šarac
Džemil Šarac, bosanski general, * 2. november 1921, † 2002.

## Življenjepis
Šarac, študent medicine, je leta 1941 vstopil v NOVJ in KPJ. Med vojno je bil politični komisar več enot.
Po vojni je bil politični komisar divizije, pomočnik poveljnika za MPV armade, načelnik uprave v SSNO, sekretar Komiteja konference organizacije ZK v JLA,...